# Moon Martin
Moon Martin, pseudonimo di John David Martin (Altus, 31 ottobre 1945 – Encino, 11 maggio 2020), è stato un cantante e chitarrista statunitense.

## Biografia
Frequenta l'Università di Oklahoma. Si trasferisce a Los Angeles per suonare con la sua band, The Disciples. Nel frattempo, incide numerosi album, come chitarrista di supporto, per Linda Ronstadt e Del Shannon.
É noto per aver composto la hit musicale  Bad Case of Loving You (Doctor Doctor), reinterpretata nel 1979 da Robert Palmer.
Nella sua discografia, conta alcuni long play presenti nella Billboard 200. Fra questi, si ricorda Shots From A Cold Nightmare e Escape From Domination.

## Discografia
- Shoots From A Cold Nightmare (1978)
- Escape From Domination (1979)
- Street Fever (1980)
- Mystery Ticket (1982)
- Mixed Emotions (1984)